# The Train Wreckers
Pour plus de détails, voir Fiche technique et Distribution.
The Train Wreckers est un film muet américain réalisé par Edwin S. Porter, sorti en 1905.

## Synopsis
Une jeune fille tente d'empêcher une bande de hors-la-loi de faire dérailler un train.

## Fiche technique
- Titre : The Train Wreckers
- Réalisation : Edwin S. Porter
- Production : Edison Manufacturing Company
- Genre : Drame
- Date de sortie : 
  - États-Unis : 27 novembre 1905

## Distribution
- Gilbert M. Anderson